# Perro antiguo
Se consideran como perros antiguos las razas cuyos linajes se separaron de los demás linajes de perros domésticos hace un mayor número de años. Ha sido posible identificarlos mediante pruebas genéticas. Estas razas de perros muestran el menor número de diferencias genéticas con los lobos. Presentan una distribución geógráfica amplia: China, Tíbet, Corea, Japón, Siberia, Alaska, Canadá, Groenlandia, Afganistán, Irán y África.

## Investigaciones
El ADN de 85 razas reconocidas por American Kennel Club fue analizado por un equipo dirigido por Heidi Parker. Este estudio arrojó algunas sorpresas, especialmente porque algunas razas que se consideraban muy antiguas como el Cazador de alces noruego, el Pharaoh hound y el podenco ibicenco, resultaron ser reciente obtención.
Tras demostrar que las razas actuales de perro constituyen unidades genéticas diferentes, el estudio definió las relaciones genéticas más amplias entre las razas. Como era de esperarse el árbol genealógico de los perros actuales tiene sus raíces en el lobo. Luego, una profunda división en el árbol separó cuatro tipos asiáticos de razas, y dentro de esta ramificación, la Shar-Pei se dividió en primer lugar, seguida de la Shiba Inu y luego por un rupación de Akita y Chow Chow juntos. Una fracción posterior está constituida por la Basenji, una raza antigua de África. La tercera separación detectada fue la de dos razas del Ártico, el Husky siberiano y
el Alaskan Malamute. Después se produjo la separación del grupo constituido por el lebrel afgano y el Saluki.
Otro grupo antiguo había ha sido establecido por la investigación genética, constituido por los perros nativos coreanos como el Chindo (Jindo o Yindo), perros nativos de Sajalín y el esquimal canadiense, el cual a su vez está estrechamente relacionado con el perro de Groenlandia, que aun actualmente registra una alta frecuencia de un haplotipo originario de los perros americanos de la América precolombina.
El perro de Carolina es un serio candidato a integrar este grupo, debido a su parecido a los perros de Chindo y porque los estudios preliminares de ADN sugieren que está en la base del árbol, donde se encontraría a perros antiguos. El 37% de los haplotipos de ADN mitocondrial que registra son exclusivos y emparentados con los de Asia oriental y los demás son compartidos con perros del este asiático o son universales y en ningún caso específicamente europeos.
La investigación con razas precolombinas de México, América Central y América del Sur halladas por los arqueólogos, ha demostrado que las razas contemporáneas que semejan la apariencia de las antiguas, como la Xoloitzcuintle, la Chihuahua y el perro sin pelo del Perú, se han cruzado con perros modernos a tal punto que los haplotipos de ADN mitocondrial exclusivos de las razas antiguas de las Américas no se han encontrado presentes en los perros sudamericanos actuales. Así, dos haplotipos exclusivos encontrados en el sur del Perú en las momias del pastor Chiribaya se han encontrado en los perros actuales. En el caso de los Chihuahua se ha encontrado que uno de los haplotipos que presenta actualmente es exclusivo de esa raza y también fue detectado en perros precolombinos de México. Curiosamente los haplotipos antiguos americanos fueron hallados en dos perros callejeros mexicanos.
Los estudios genéticos han demostrado que los perros antiguos constituyen un clado claramente separado de los perros modernos, los cuales se subdividen en varios grupos: un grupo de cazadores que incluye los cobradores, sabuesos, Spaniel, perros de trabajo y perros miniatura; un grupo de vigilantes que incluye los pastores y los lebreles; y por otra parte los perros de montaña, mastines y terrier.

## Galería de las razas antiguas de perro

### Grupo 1

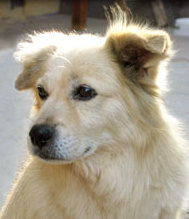
Chiribaya (Perú)
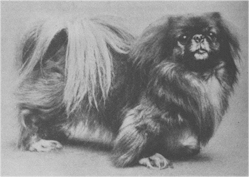
Pekinés (China)
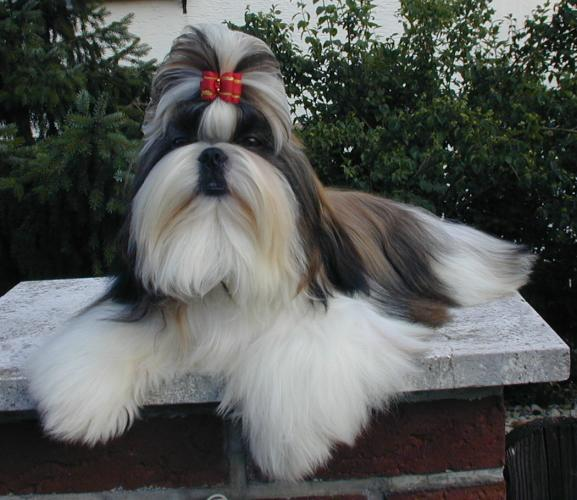
Shih Tzu (China)
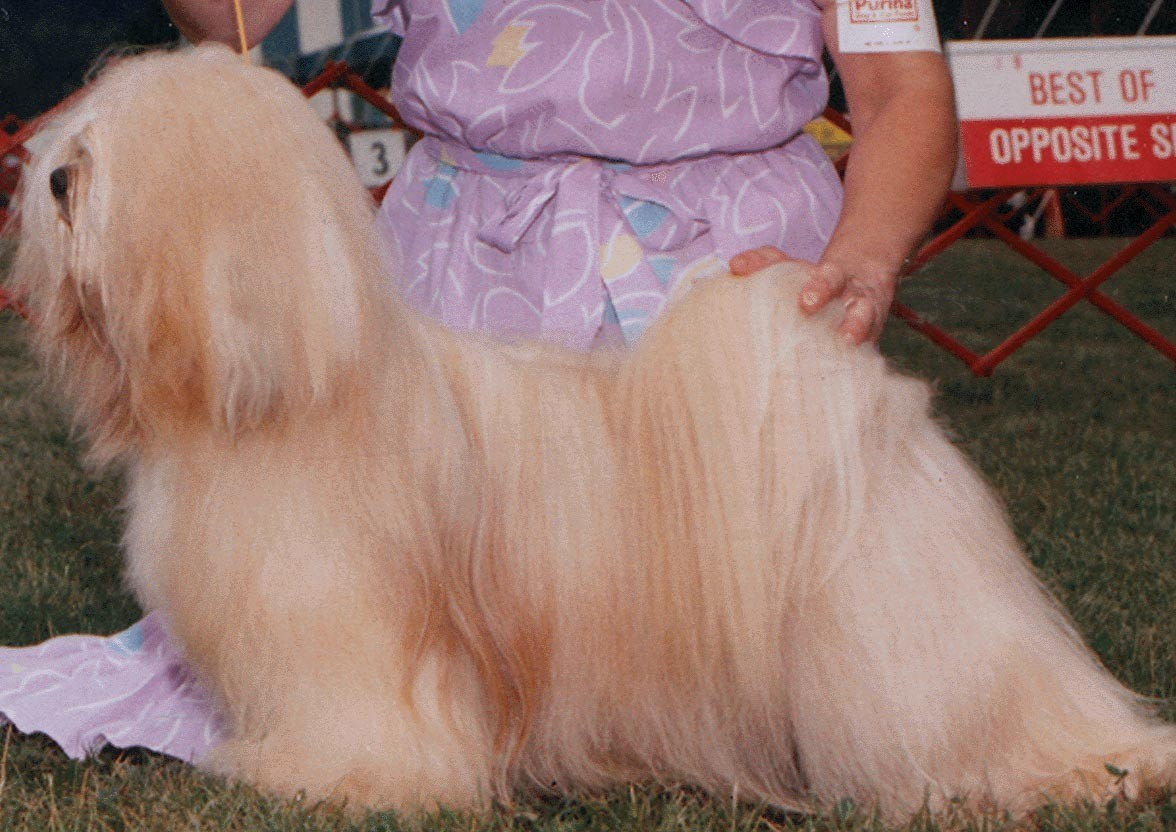
Lhasa Apso (Tíbet)
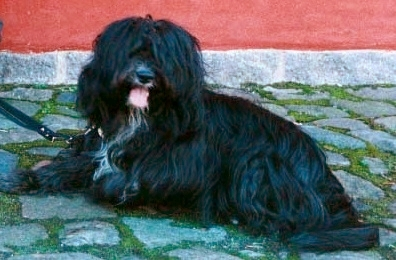
Terrier tibetano (Tíbet)

### Grupo 2

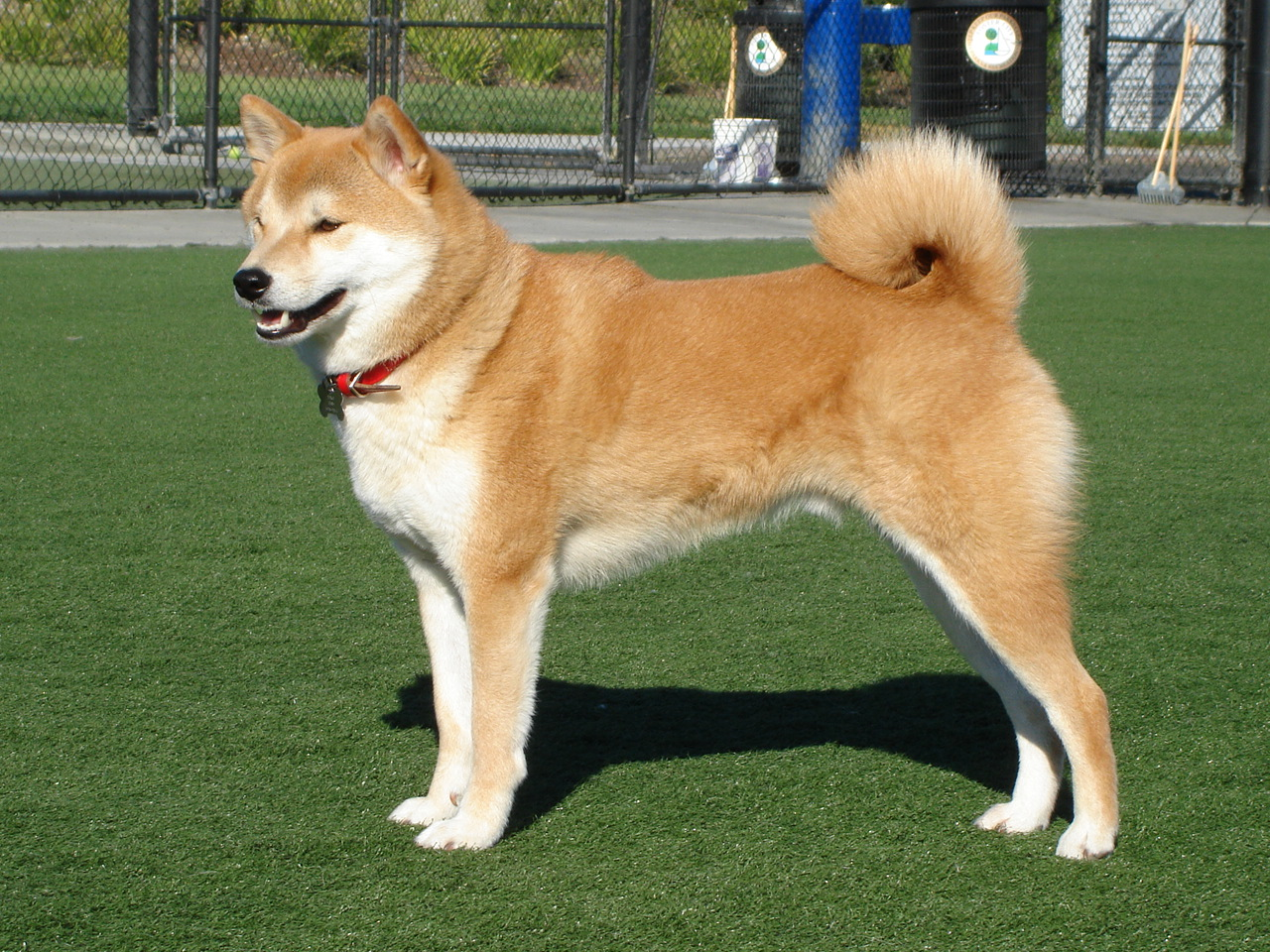
Shiba Inu (Japón)
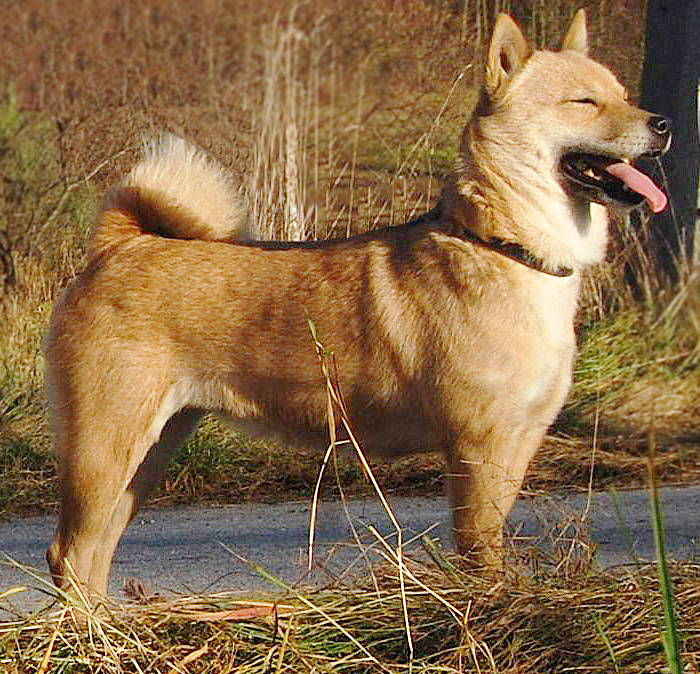
Hokkaido Inu (Japón)
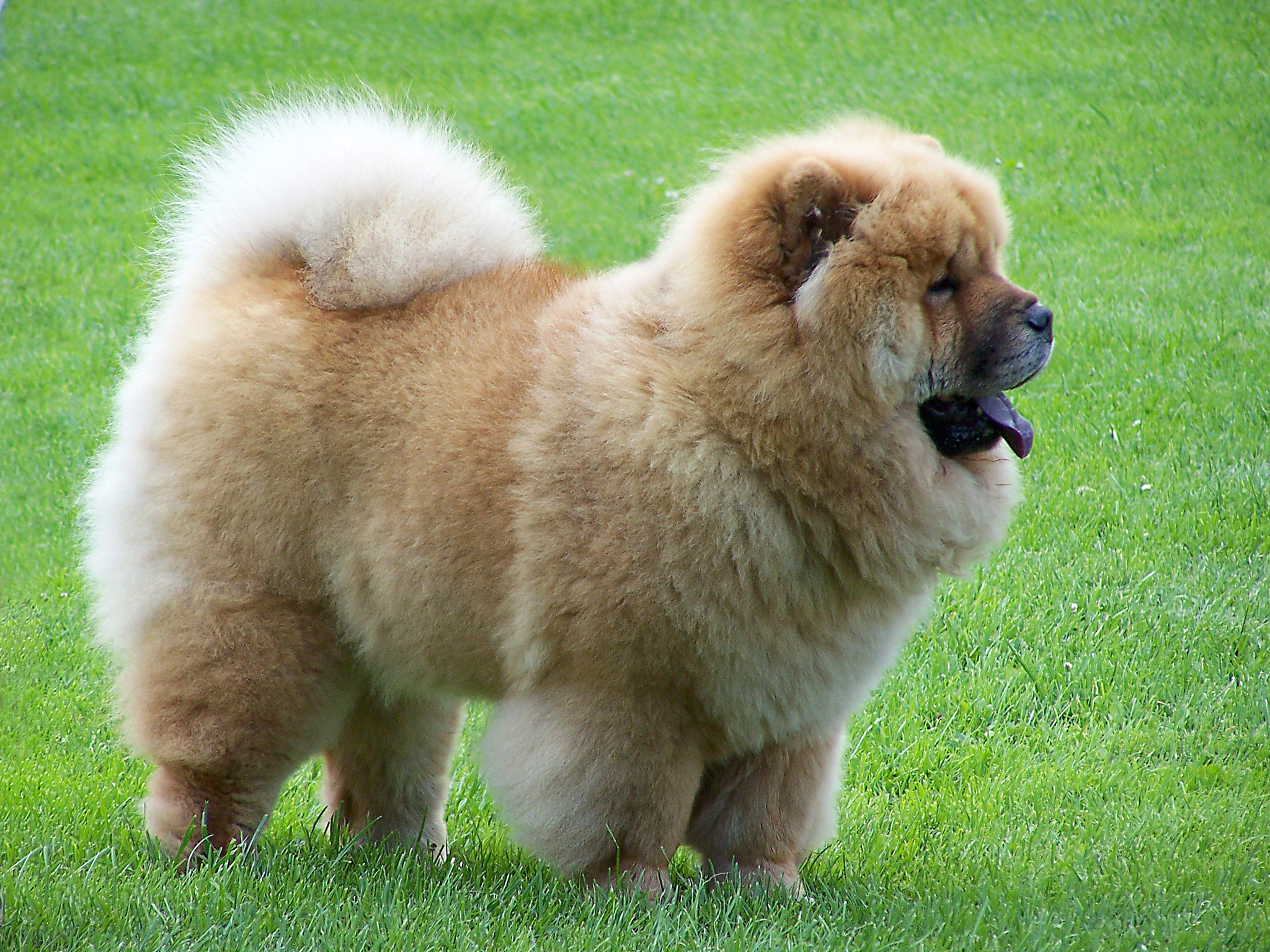
Chow Chow (China)
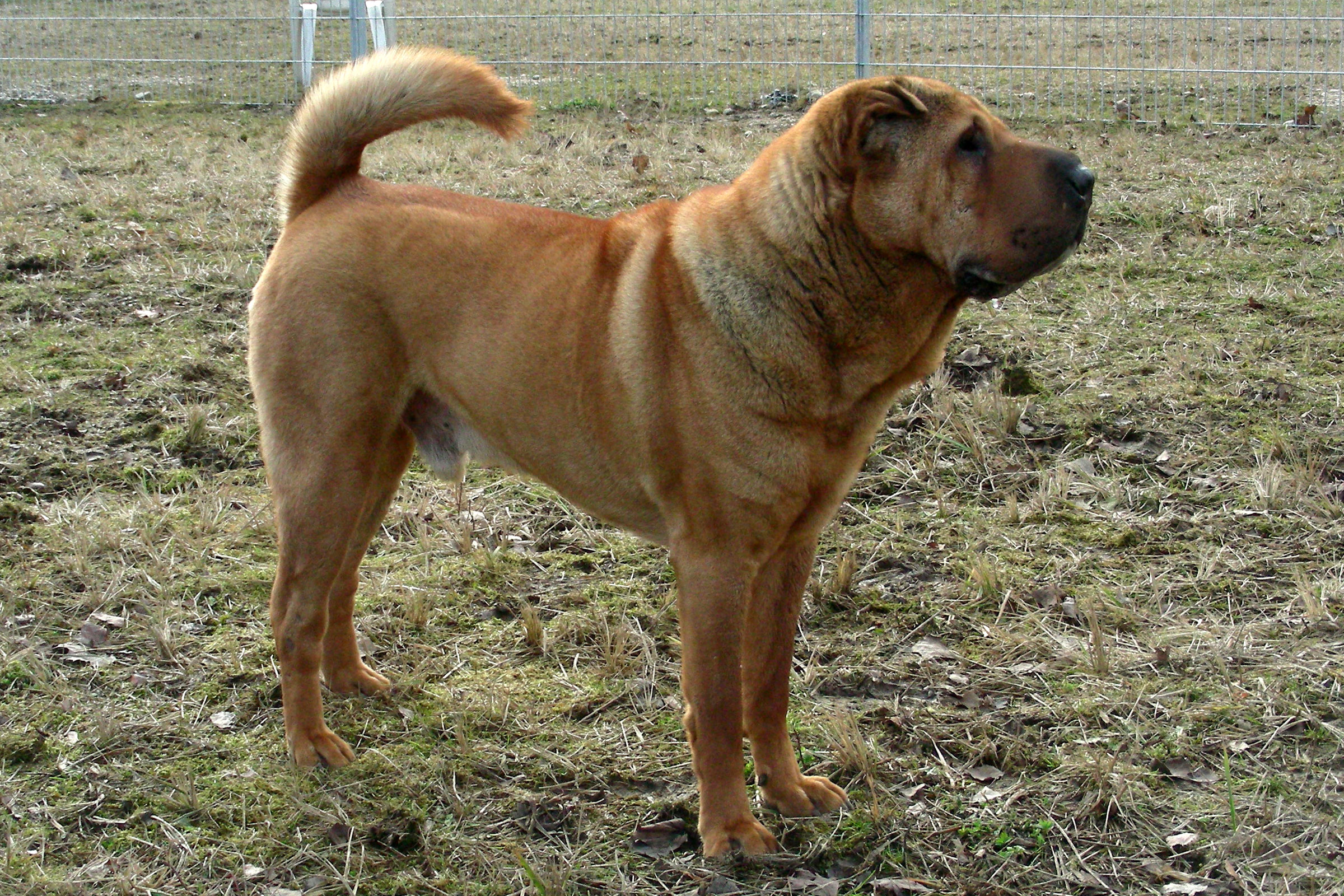
Shar Pei (China)

### Grupo 3

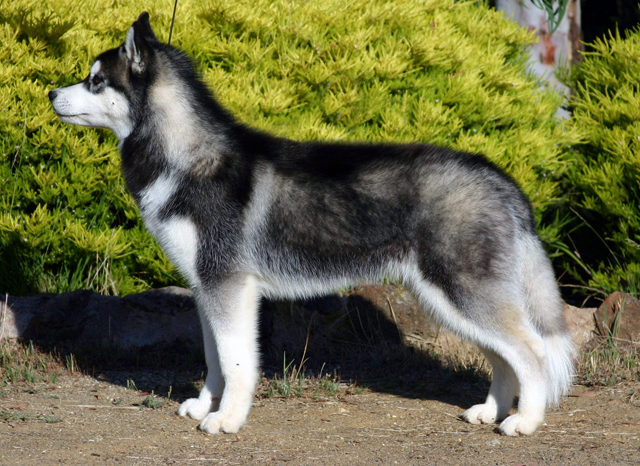
Husky siberiano (Rusia)
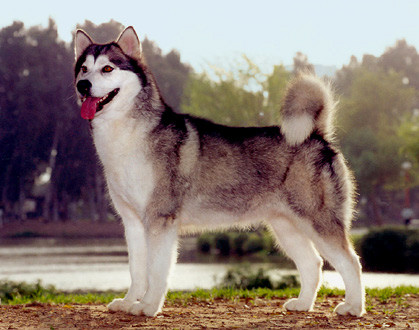
Alaskan Malamute (Alaska)

### Grupo 4

Chindo (Corea)
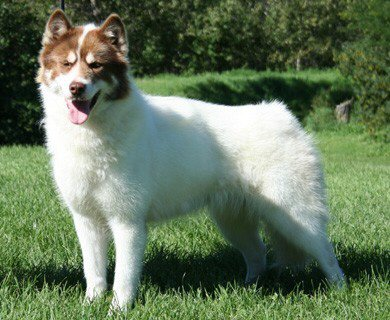
Esquimal canadiense (Canadá)
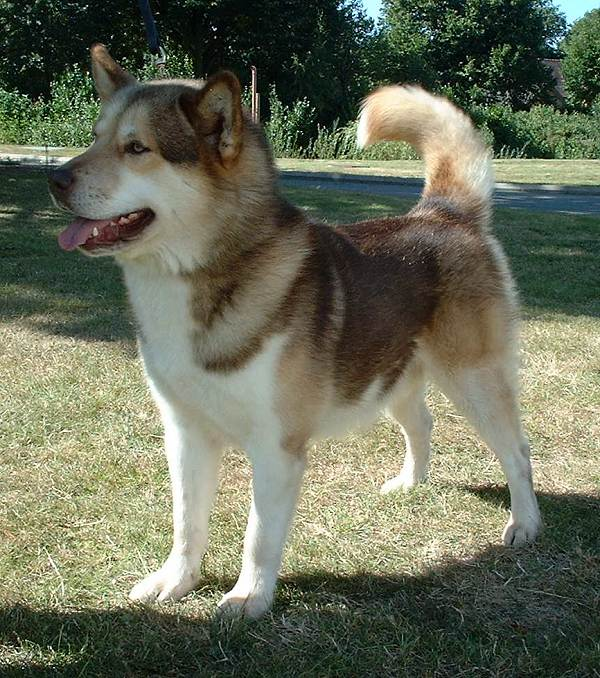
Groenlandés (Groenlandia)
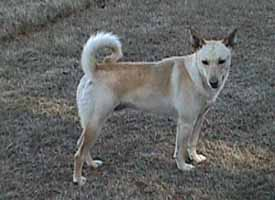
Perro de Carolina (Estados Unidos)

### Grupo 5

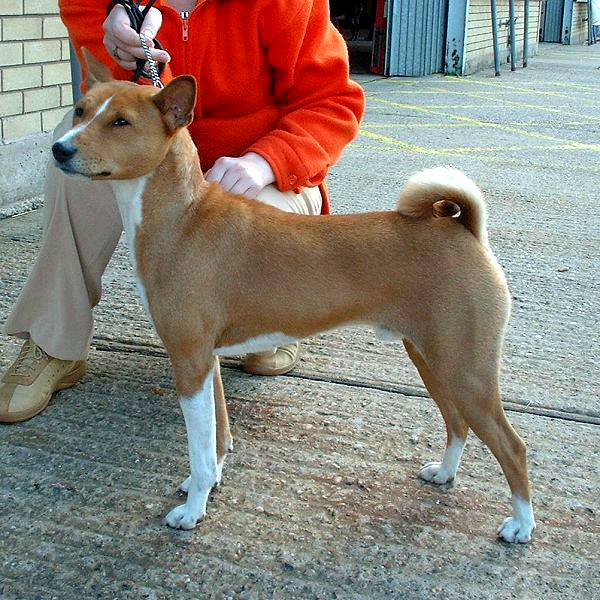
Basenji (R.D. Congo)

- Basenji
(R.D. Congo)

### Grupo 6

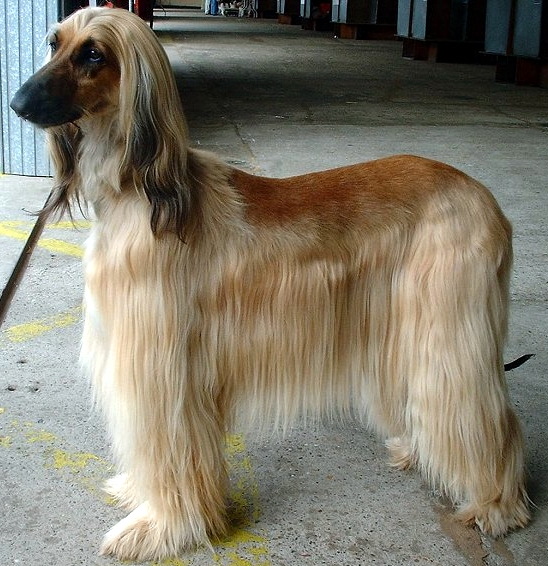
Lebrel afgano (Afganistán)
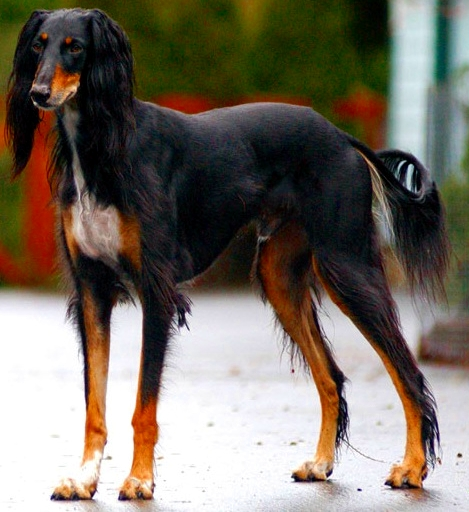
Saluki (Irán)